# ジャーナル・フォー・プレイグ・ラヴァーズ
『ジャーナル・フォー・プレイグ・ラヴァーズ』（Journal for Plague Lovers）は、ウェールズのロックバンド、マニック・ストリート・プリーチャーズが2009年に発表した9枚目のアルバム。

## 概要
前作『Send Away The Tigers』より2年ぶりのアルバム。
本作は1995年に失踪したギタリスト、リッチー・ジェームスが残した散文を引用して楽曲制作が行われた。そのため、すべての楽曲において、作詞のクレジットはリッチー単独となっている。メンバー4人で制作された作品としては、1994年に発売された3rdアルバム『The Holy Bible』以来約15年ぶりの発表となった。
ジャケットは『The Holy Bible』同様、UKの女性画家ジェニー・サヴィルの絵画が使われている。しかし、ジャケットになったポートレートは血が飛び散っているように見えるという理由で、UKのマーケットチェーンがこれを問題視し、無地のスリップ・ケースに入れた上で販売するという措置をとった。これに対し、フロントマンであるジェームス・ディーン・ブラッドフィールドは「美しい絵だと思った。みんな、（この絵をジャケットに使うことを）完全に賛成したんだ」、「スーパー・マーケットは、ピカピカの尻や銃がカヴァーになってる雑誌やCDを置いてるっていうのに、芸術作品を見ると恐ろしいと思うのか」、「スーパー・マーケットが真剣に、これが誰かの精神に影響を及ぼすと考えるなんておかしなことだ」と反論した。

## バリエーション
- 通常盤 (1CD)
- デラックス・エディション (完全生産限定盤)
アルバム全曲（日本盤ボーナストラックは除く）のデモバージョンを収録したボーナスCD付き、ハードカバーブックレット仕様
英国では通常盤と同時発売、日本では2009年7月1日発売。

## 収録曲
1. ピールド・アップルズ
2. ジャッキー・コリンズ・イグジステンシャル・クエスチョン・タイム
3. ミー・アンド・スティーヴン・ホーキング
4. ディス・ジョーク・スポーツ・セヴァード
5. ジャーナル・フォー・プレイグ・ラヴァーズ
6. シー・ベイスド・ハーセルフ・イン・ア・バス・オブ・ブリーチ
7. フェイシング・ページ:トップ・レフト
8. マーロンJ.D.
9. ドアーズ・クロージング・スロウリー
10. オール・イズ・ヴァニティ
11. プリテンション/リパルジョン
12. ヴァージニア・ステイト・エピレプティック・コロニー
13. ウィリアムズ・ラスト・ワーズ
14. エイリアン・オーダーズ/インビジブル・アーミーズ (日本盤のみのボーナストラック)
15. プリミティブ・ペインターズ (日本盤のみのボーナストラック)